# Zhang Xinyan
Zhang Xinyan, född 9 februari 1994, är en friidrottare från Kina. Hon deltog vid olympiska sommarspelen 2016.